# East Rancho Dominguez, Kalifornien
East Rancho Dominguez är en ort (CDP) i Los Angeles County, i delstaten Kalifornien, USA. Enligt United States Census Bureau har orten en folkmängd på 15 135 invånare (2010) och en landarea på 2,1 km².